# Eurytoma oliphantis
Eurytoma oliphantis är en stekelart som beskrevs av Karl-Johan Hedqvist 1976. Eurytoma oliphantis ingår i släktet Eurytoma och familjen kragglanssteklar.
Artens utbredningsområde är Sudan. Inga underarter finns listade i Catalogue of Life.